# Once Upon a Mouse
Once Upon a Mouse é um curta-metragem estadunidense de 1981 dirigido por Jerry Kramer e Gary Rocklen. O filme destaca o legado dos estúdios Disney. Foi lançado nos cinemas em 10 de julho de 1981 junto como o vigésimo quarto filme de animação da companhia, O Cão e a Raposa.

## Sinopse
Uma homenagem aos filmes de animação dos estúdios Disney, produzido para comemorar o lançamento do  vigésimo quarto filme de animação da companhia, O Cão e a Raposa.

## Elenco
- Hans Conried ... O Escravo no espelho mágico (voz) (arquivo de imagens)
- Walt Disney ... Ele mesmo / Mickey Mouse (arquivo de imagens)
- Betty Lou Gerson ...
- Aurora Miranda ...	Ela mesma
- Clarence Nash ...	Donald Duck (voz) (arquivo de imagens)

## Curiosidades
O curta-metragem nunca foi lançado em home video nos Estados Unidos, só internacionalmente. 